# Banda-Bambari jezik
Banda-Bambari jezik (ISO 639-3: liy), jedan od 10 centralnojezgrovnih banda jezika, i jedini predstavnik istoimene podskupine banda-bambari. Govori ga oko 183 000 ljudi (1996) u Srednjoafričkoj Republici u prefekturi Basse-Kotto, podprefekture Bambari, Ippy, Grimari i Bakala.
Ima nekoliko dijalekata: ndokpa [liy-ndo], joto (jeto) [liy-jot], linda (liy-lin), ngapo (ngapu) [liy-nga] i gbende [liy-gbe]

## Vanjske poveznice
- Ethnologue (14th)
- Ethnologue (15th)